# SCORM
SCORM (англ. Sharable Content Object Reference Model — «модель ссылок на совместно используемые объекты содержимого») — сборник спецификаций и стандартов, разработанный для систем дистанционного обучения. Содержит требования к организации учебного материала и всей системе дистанционного обучения. SCORM позволяет обеспечить совместимость компонентов и возможность их многократного использования: учебный материал представлен отдельными небольшими блоками, которые могут включаться в разные учебные курсы и использоваться системой дистанционного обучения независимо от того, кем, где и с помощью каких средств они были созданы. SCORM основан на стандарте XML.

## История
Инициативная группа ADL (Advanced Distributed Learning) начала разработку SCORM в 1999 году. За основу будущей разработки была взята спецификация «CMI001 — Guidelines for Interoperability» версии 3.0, выпущенная организацией AICC в сентябре 1999 года. В ней описывались требования к компьютерной системе управления обучением (англ. Computer Managed Instruction, CMI) и к используемым в ней блокам учебного материала (англ. Assignable Unit, AU). Взаимодействие между AU и CMI могло осуществляться либо через чтение/запись локальных файлов (появилось в CMI001 v1.0, 1993 год), либо через HTTP-протокол (появилось в CMI001 v2.0, 1998 год), либо через Javascript API (v3.0, 1999 год). Для описания элементов электронного курса в CMI001 использовались текстовые файлы в формате CSV. Две части спецификации AICC CMI001 (описание модели передаваемых данных и описание взаимодействия через Javascript) вошли в разрабатываемую группой ADL спецификацию SCORM RTE (англ. Run-Time Environment). Вместо термина Assignable Unit в документации SCORM стал использоваться термин англ. Shareable Content Object (SCO).
Для облегчения переносимости и доступности учебных материалов ADL должны были добавить в свою спецификацию требования к описанию метаданных и к способу упаковки учебных материалов. В сотрудничестве с организацией IMS Global были разработаны спецификации IMS Learning Resources Meta-Data (IMS MD) и IMS Content Packaging (IMS CP), которые вошли в спецификацию SCORM CAM (англ. Content Aggregation Model) как разделы SCORM Meta-Data и SCORM Content Packaging. В последнем спецификация IMS CP была дополнена несколькими специальными элементами, взятыми из AICC CMI001 (значения этих элементов либо передаются в учебный объект посредством Javascript API, либо используются системой для управления навигацией по учебным объектам, входящим в пакет).
Версии SCORM 1.0 и SCORM 1.1 были тестовыми и распространялись в узких кругах для испытания и сбора отзывов. В октябре 2001 года вышла версия SCORM 1.2, которая начала активно распространяться. В то же время группа ADL продолжала заниматься доработкой SCORM, в частности, улучшением возможностей навигации.
В 2002 году закончилась совместная работа IMS Global, Ariadne и IEEE LTSC по доработке спецификации IMS MD до уровня стандарта. Стандарт IEEE 1484.12.1 получил название LOM (англ. Learning Object Metadata), и благодаря обратной совместимости с IMS MD, может использоваться в SCORM-пакетах для описания метаданных.
Также ADL решила оформить модель взаимодействия как официальный международный стандарт, в связи с чем обратилась в комитет по стандартизации IEEE LTSC. Рабочая группа LTSC в контакте с AICC доработала спецификацию взаимодействия, в результате чего в 2003 году было выпущено два официальных стандарта:
- IEEE 1484.11.1 — Data Model For Content To Learning Management System Communication (Описание модели данных, передаваемых между учебным материалом и LMS);
- IEEE 1484.11.2 — ECMAScript API For Content To Runtime Services Communication (Описание способа взаимодействия между учебным материалом и сервисами периода исполнения при помощи Javascript).

Тем временем консорциум IMS Global в 2003 году выпустил спецификацию IMS Simple Sequencing (IMS SS), содержащую требования к описанию последовательностей прохождения учебного материала. Эта спецификация легла в основу разрабатываемой ADL спецификации SCORM SN (англ. Sequencing and Navigation).
В январе 2004 года вышла первая редакция SCORM 1.3 (получившая обозначение SCORM 2004). В ней раздел SCORM RTE был представлен описанием стандартов IEEE 1484.11 (с изменившимся API, которое стали называть SCORM API 2004), дополненным специальными элементами ADL, используемыми для организации навигации, подробно описанной в новом разделе SCORM SN. В раздел SCORM CAM был внесён стандарт IEEE LOM вместо IMS MD, а также добавлены требования к описанию навигации по пакету в соответствии с IMS SS. В июле того же года вышла немного изменённая вторая редакция SCORM 2004.
В июне 2006 года Министерство обороны США предписало, чтобы все разработки в области электронного обучения соответствовали требованиям SCORM.
Позже в SCORM 1.3 были внесены ещё некоторые изменения: в октябре 2006 года вышла третья редакция, а в марте 2009 — четвёртая — SCORM 2004.

## Разделы SCORM 2004

### Обзор
Вводная часть стандарта. Здесь содержатся общие положения и идеи SCORM.

### Модель накопления содержания (Content Aggregation Model, CAM)
Эта часть стандарта описывает структуру учебных блоков и пакетов учебного материала.
Пакет может содержать курс, урок, тест, модуль и т. п. В пакет входят xml-файл (манифест), где описана структура пакета, и файлы, составляющие учебный блок. Этот файл должен иметь название imsmanifest.xml и находиться в корневой папке пакета.
Манифест пакета включает:
- метаданные (свойства компонентов учебного материала);
- организацию учебного материала (в каком порядке расположены компоненты);
- ресурсы (ссылки на файлы, содержащиеся в пакете);
- под-манифест (xml-файл может содержать под-манифесты, описывающие отдельные части пакета. Может иметь смысл, если пакет очень большой и имеет сложную структуру, чтобы не перегружать один файл большим объёмом данных).

Блоки учебного материала, входящие в пакет, могут быть двух типов: ресурсы и объекты, включающие в себя контент, доступный для обмена между пользователями (англ. Sharable Content Object (SCO)).
- Ресурс (англ. asset) — элемент, который не взаимодействует с сервером системы управления обучением (LMS-сервером). Это может быть html-страница, просто картинка, звуковой файл, flash-объект и т. п. Ресурс может состоять из нескольких файлов (например, html-файл + css-файл c описанием его стилей + js-файл с описанием используемых в нём функций), но с точки зрения системы и учащегося ресурс будет рассматриваться как единый неделимый объект.
- Разделяемый объект содержимого (SCO) — это элемент, который взаимодействует с системой управления обучением: сообщает о ходе и результатах обучения, получает и передаёт дополнительные данные и т. п. Как минимум SCO сообщает о своем запуске и завершении (путём вызова методов Initialize("") и Terminate("") объекта API_1484_11, используемого системой для взаимодействия).

Пример кода манифеста SCORM-пакета:
```
<?xml version="1.0" encoding="UTF-8"?>

<manifest
 
version=
"1.3"
 
identifier=
"8EA33DC1"
 
xmlns=
"http://www.imsglobal.org/xsd/imscp_v1p1"
>

  
<metadata>

    
<schema>
ADL
 
SCORM
</schema>

    
<schemaversion>
2004
 
4th
 
Edition
</schemaversion>

  
</metadata>

  
<organizations
 
default=
"09B4C179"
>

    
<organization
 
identifier=
"09B4C179"
 
structure=
"hierarchical"
>

      
<title>
Содержание
</title>

      
<item
 
identifier=
"7D841A9D"
 
isvisible=
"true"
 
identifierref=
"44D33973"
>

        
<title>
Пример
 
объекта
 
SCO,
 
взаимодействующего
 
с
 
LMS
</title>

      
</item>

    
</organization>

  
</organizations>

  
<resources
 
xmlns:adlcp=
"http://www.adlnet.org/xsd/adlcp_rootv1p3"
>

    
<resource
 
identifier=
"44D33973"
 
adlcp:scormType=
"sco"
 
type=
"text/html"
 
href=
"sco.htm"
>

      
<file
 
href=
"sco.htm"
 
/>

    
</resource>

  
</resources>

</manifest>

```

Для передачи пакетов по сети (например, для загрузки в систему управления обучением) спецификация SCORM CAM предписывает помещать содержимое пакета в zip-архив. Файл imsmanifest.xml должен располагаться в корне архива. Остальные файлы пакета должны располагаться так, как указано их расположение в элементах file в содержимом манифеста. Например, в случае приведённого ранее кода манифеста файл sco.htm должен располагаться на том же уровне, где и imsmanifest.xml, то есть в корне архива. А если бы в манифесте было прописано <file href="folder1\sco.htm" />, файл sco.htm должен был бы располагаться в папке folder1 в архиве.

### Среда выполнения (Run-Time Environment, RTE)
Эта часть стандарта описывает взаимодействие SCO и системы управления обучением (англ. Learning Management System, LMS) через программный интерфейс приложения (Application Program Interface, API). Требования SCORM RTE позволяют обеспечить совместимость SCO и LMS, чтобы каждая система дистанционного обучения могла взаимодействовать со SCO таким же образом, как и любая другая, соответствующая стандарту SCORM. LMS должна обеспечивать доставку требуемых ресурсов пользователю, запуск SCO, отслеживание и обработку информации о действиях учащегося, передачу SCO-объекту запрашиваемых данных и сохранение получаемых.
Взаимодействие осуществляется через объект API_1484_11, располагающийся в одном из родительских окон браузера по отношению к окну учебного объекта. Учебный объект должен быть запущен либо во фрейме (<iframe>) на странице системы управления обучением, либо во всплывающем окне (посредством JavaScript-вызова window.open). В начале своей работы SCO-объект должен найти объект API_1484_11 в одном из родительских окон, применив для этого алгоритм перебора родительских окон (SCORM API Discovery Algorithm), а затем вызвать метод Initialize("") этого объекта.
После успешной инициализации SCO может запрашивать у системы данные посредством метода GetValue(«название_элемента_данных») или посылать данные в систему посредством метода SetValue(«название_элемента_данных», «значение»). Возможные элементы данных и их допустимые значения перечислены в спецификации. Для принудительного сохранения данных, отправленных в систему, SCO-объект должен вызвать метод Commit("").
Также API позволяет отслеживать SCO-объекту возможные ошибки, возникающие в процессе взаимодействия, посредством методов GetLastError, GetErrorString и GetDiagnostic.
В конце своей работы SCO должен вызвать метод Terminate(""), тем самым сообщив системе, что работа с ним закончена и его можно закрывать (или переходить к следующему объекту).
Пример простейшего SCO (данная html-страница запрашивает у системы управления обучением имя учащегося, который её открыл):
```
<
html
>

    
<
head
>

        
<
script
 
language
=
"javascript"
>

        
function
 
findAPI
(
win
)
 
{
 
//ищем в родительских окнах объект с названием API.

            
var
 
findAPITries
=
0
;
 
//будем считать количество попыток, чтобы поиск не был бесконечным.

            
while
 
((
win
.
API_1484_11
 
==
 
null
)
 
&&
 
(
win
.
parent
 
!=
 
null
)
 
&&
 
(
win
.
parent
 
!=
 
win
))
 
{

                
findAPITries
++
;

                
if
 
(
findAPITries
 
>
 
20
)
 
return
 
null
;
 
//число 20 взято условно, теоретически его может и не хватить.

                
win
 
=
 
win
.
parent
;

            
}

            
return
 
win
.
API_1484_11
;

        
}

        
function
 
getAPI
()
 
{
 
//получаем объект API для текущего SCO.

            
var
 
theAPI
 
=
 
findAPI
(
window
);
 
//сначала пробуем искать в родителях текущего окна.

            
if
 
((
theAPI
 
==
 
null
))
 
{
 
//если не нашли в родителях текущего окна,

                
if
 
((
window
.
opener
 
!=
 
null
)
 
&&
 
(
typeof
(
window
.
opener
)
 
!=
 
"undefined"
))

                    
theAPI
 
=
 
findAPI
(
window
.
opener
);
 
//то попробуем найти в родителях окна, открывшего текущее.

            
}

            
return
 
theAPI
;

        
}

        
function
 
start
()
 
{
 
//эта функция сработает в момент открытия SCO.

            
var
 
api
 
=
 
getAPI
();

            
if
 
(
api
!=
null
)
 
{

                
api
.
Initialize
(
""
);

                
value
=
api
.
GetValue
(
"cmi.learner_name"
);
 
//запрашиваем у системы имя учащегося,

                
document
.
write
(
"Имя учащегося: "
+
value
);
 
//и выводим его на экран.

            
}

            
else
 
document
.
write
(
"Не удаётся подключиться к API системы."
);

        
}

        
function
 
stop
()
 
{
 
//эта функция сработает в момент закрытия SCO.

            
var
 
api
 
=
 
getAPI
();

            
if
 
(
api
!=
null
)
 
api
.
Terminate
(
""
);

        
}

        
<
/script>

        
<
title
>
Пример
 
объекта
 
SCO
,
 
взаимодействующего
 
с
 
LMS
<
/title>

    
<
/head>

    
<
body
 
onLoad
=
"start()"
 
onunload
=
"stop()"
>

    
<
/body>

<
/html>

```

### Упорядочение и навигация (Sequencing and Navigation, SN)
Эта часть стандарта описывает, как должна быть организована навигация и предоставление компонентов учебного материала в зависимости от действий учащегося. Требования SCORM SN позволяют преподносить учащемуся материал в соответствии с индивидуальными особенностями.

### Требования соответствия (Conformance Requirements)
Эта часть содержит полный список требований на соответствие стандарту SCORM, проверяемых ADL. Система управления обучением или редактор учебных материалов может получить от ADL сертификат о соответствии требованиям SCORM, если он функционирует в соответствии с этими указаниями.